# Schleich
Pour la ville allemande, voir Schleich (Allemagne).
 (janvier 2018).
Si vous disposez d'ouvrages ou d'articles de référence ou si vous connaissez des sites web de qualité traitant du thème abordé ici, merci de compléter l'article en donnant les références utiles à sa vérifiabilité et en les liant à la section « Notes et références ».
 (janvier 2018).
Schleich est une société allemande de production de figurines. La moitié des produits sont vendus en Allemagne.

## Histoire
Schleich a été fondée en 1935 par Friedrich Schleich. Les premières figurines ont été commercialisées en 1950 avec le développement, la production et le marketing de figurines sous licences encore très populaires aujourd'hui (Schtroumpfs, Snoopy, le Muppet Show, etc.).
En 2006, Schleich appartenait majoritairement à l'investisseur européen HgCapital. Les deux gérants Paul Kraut et Erich Schefold en étaient eux aussi actionnaires. En mai 2014, le fonds français de capital-investissement Ardian rachète Schleich, avant de céder le fabricant en juillet 2019 au gestionnaire de fortune zougois Partners Group,.
En 2016, Schleich avait vendu près de 50 millions de figurines pour un chiffre d'affaires de près de 143 millions d'euros.

## La gamme
Après avoir débuté avec les figurines sous licence, Schleich a ajouté au début des années 1980 les figurines animalières qui peu à peu ont pris de plus en plus d'importance. Le monde animal de Schleich est la réplique, à une plus petite échelle, du monde animal, il reproduit aussi bien le monde perdu des dinosaures que celui actuel des animaux de la ferme ou des animaux sauvages. Il existe près de 200 races de chevaux, poneys, poulains reproduites.[réf. nécessaire] Depuis début 2003, des chevaliers, des indiens et des elfes sont venus compléter la gamme.

## Fabrication
Le design des modes de jeux Schleich, la fabrication des outils et les tests de qualité et de sécurité sont réalisés en Allemagne. La production elle-même est effectuée sur le site de l'entreprise, à Schwäbisch Gmünd, et sur d'autres sites de production situés à l'étranger comme en Chine, en Roumanie, en Bosnie ou en Tunisie.